# تنا
تنا (به اسپانیایی: Tona, Spain) یک شهرستان در اسپانیا است که در بارسلون واقع شده‌است.

## خصوصیات
تنا ۱۴٫۴۷ کیلومترمربع مساحت و ۷٬۹۵۵ نفر جمعیت دارد و ۶۰۰٫۲ متر بالاتر از سطح دریا واقع شده‌است.